# Nezamyslice (zámek)
Zámek Nezamyslice se nachází v městyse Nezamyslice, ležícím asi 3 km jihozápadně od centra města Němčic nad Hanou v okrese Prostějov. Majitelem objektu je Olomoucký kraj, který v něm zřizuje domov pro osoby se zdravotním postižením. Od 3. května 1958 je zámecký areál spolu se sousední barokní sýpkou chráněn jako kulturní památka pod č. 46754/7-5642.

## Historie
Roku 1383 získali ves Nezamyslice od Ctibora Tovačovského z Cimburka lanškrounští augustiniáni kanovníci, od nichž patrně v průběhu 15. století přešly do rukou jejich olomouckých spolubratří. Na konci 17. století zde nechali olomoučtí augustiniáni zbudovat barokní sýpku (datovanou rokem 1679), v letech 1697–1701 rozšířili tamní kostel sv. Václava a nelze vyloučit, že již tehdy investovali do výstavby zámeckého sídla, využívaného pro občasný pobyt řeholníků a pro správu nezamyslického panství. Současný objekt vyrostl zkraje 60. let 18. století za probošta olomouckého kláštera Dominika Antonína Baumanna (ve funkci 1754–1768). Augustiniánům zámek patřil až do roku 1784, kdy byl jejich klášter v rámci josefinských reforem zrušen a Nezamyslice tak získal nově zřízený náboženský fond.
V roce 1813 zakoupil panství Nezamyslice za 76 000 zlatých původem francouzský šlechtic Augustin hrabě Ségur-Cabanac (1771–1847). Už o šest let později jej však odprodal arcivévodovi a polnímu maršálovi Ferdinandovi Karlovi Josefovi Rakouskému-Este (1781–1850), který nezamyslické panství připojil k sousedním Mořicím. Spojený velkostatek pak od roku 1861 patřil svobodným pánům von Mundy, kteří jej v roce 1871 prodali tehdejšímu olomouckému arcibiskupovi Bedřichovi lankraběti z Fürstenberka, jenž Nezamyslice od Mořic oddělil a zámek koncem 70. let 19. století postoupil Kongregaci sester sv. Hedviky.
První sestry dorazily do Nezamyslic na podzim roku 1877 z Vratislavi a postupně sem přemístily svůj noviciát, archiv i vedení samotné kongregace. Zámek se však nacházel ve špatném technickém stavu, jednotlivé místnosti včetně někdejšího augustiniánského refektáře byly využívány jako sýpka či skladiště hospodářského náčiní a sestry sv. Hedviky tak byly nuceny přistoupit k rozsáhlé rekonstrukci celého objektu. Kongregace na zámku provozovala školu, sirotčinec a v letech 1906–1926 zámek sloužil jako její provinční dům. Sestry zde sídlily až do června 1946, poslední místní představenou byla sestra Nepomucena Šimková.
V letech 1946–1975 zámek sloužil České katolické charitě, jež v Nezamyslicích pod dohledem premonstrátek z Tršic provozovala ústav sociální péče. Stejným způsobem pak objekt využíval ONV v Prostějově i Olomoucký kraj, který financoval rozsáhlé stavební úpravy zámeckého areálu a roku 2008 v něm umístil Domov Na zámku, sloužící osobám se zdravotním postižením.

## Architektura

### Exteriéry

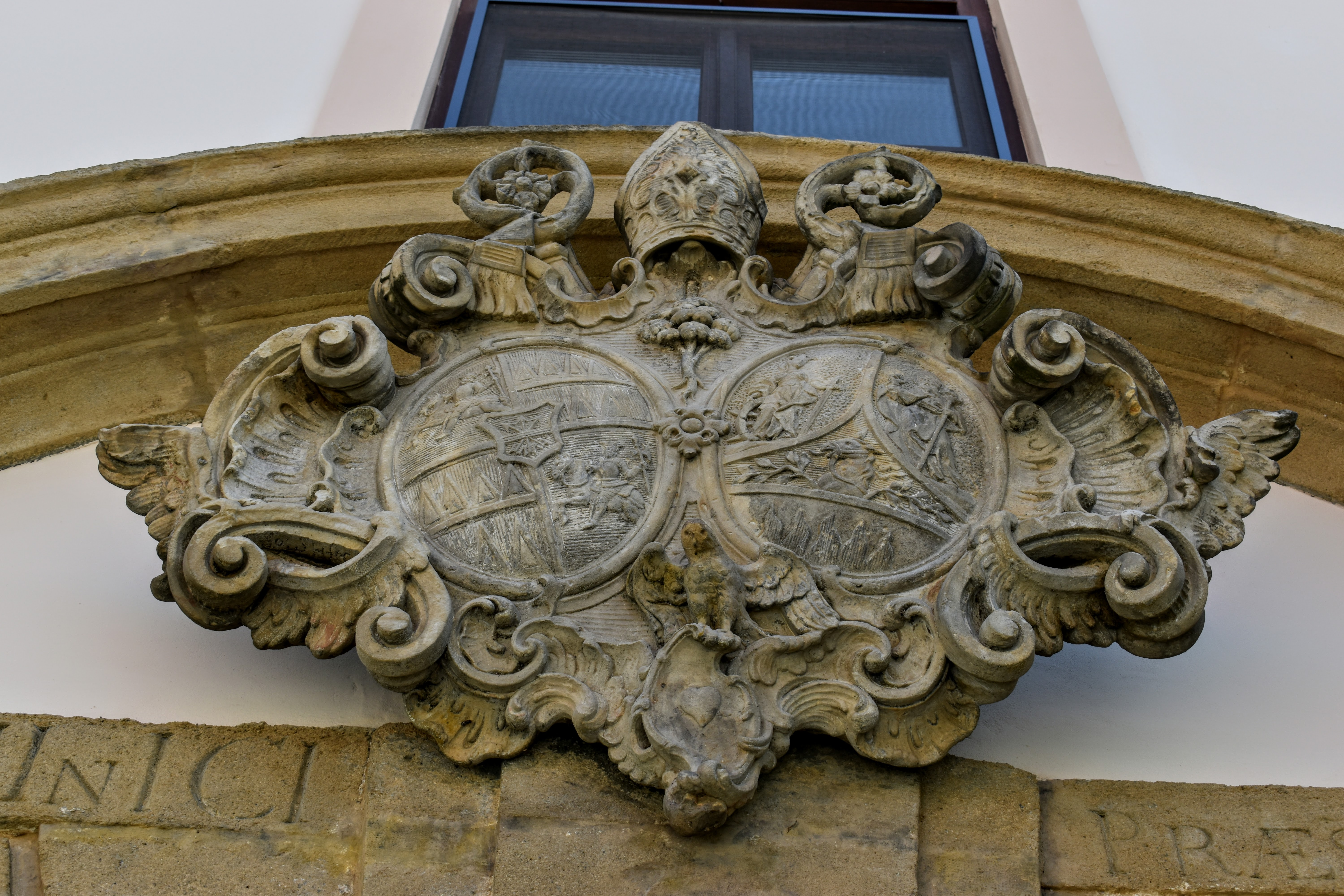
Erb olomouckých augustiniánů a probošta Baumanna nad vjezdem do zámku

Trojkřídlá patrová budova, uzavírající vnitřní obdélníkové nádvoří, jejíž vstupní křídlo je obráceno směrem k západu do náměstí. Vstup do objektu umožňuje barokní kamenný portál, zdobený kartuší s aliančním erbem olomouckých augustiniánů kanovníků a jejich probošta Dominika Antonína Baumanna. Pod kartuší je patrný jazykově latinský nápis „DOMINICI PRESVLIS CVRA“, tj. „péčí představeného“. Z jižního konce východního zámeckého křídla vychází chodba, jež budovu spojuje se sousedním kostelem sv. Václava. Součástí památkově chráněného areálu je také barokní sýpka, stojící naproti vstupnímu křídlu. Východně od zámku jsou pak situovány objekty bývalého hospodářského dvora.

### Interiéry
Původní barokní interiéry byly upravovány především v 19. a 20. století. Roku 1928 nechaly sestry sv. Hedviky zřídit ústřední topení. Během rekonstrukčních prací z počátku 21. století byly v podstřešních prostorech zbudovány obytné pokoje pro klienty ústavu. V přízemních místnostech jsou zachovány pruské a valené klenby.